# Süßer Wahn
Der französische Spielfilm Süßer Wahn (Dites-lui que je l’aime, wörtlich: Sagt ihr, dass ich sie liebe) entstand 1977. Claude Miller inszenierte den Stoff, der sich zwischen Kriminalfilm und Psychodrama bewegt, nach einem Roman von Patricia Highsmith. Gérard Depardieu und Miou-Miou, die beide mit Die Ausgebufften 1974 größere Bekanntheit erlangt haben, spielen hier zum zweiten Mal zusammen. Bei der Vergabe des César 1978 war der Streifen für die beste Regie, die beste männliche wie weibliche Hauptrolle, Ton und Ausstattung nominiert.

## Handlung
David ist ein 27-jähriger Mann mit gut bezahlter Anstellung. Wiederholt verfasst er Briefe an eine private Adresse in einer anderen Stadt. Vor dem Aufstieg über die Treppe zu seiner Mietwohnung begegnet er täglich dem Portier, der für ihn und seine im Altersheim lebenden Eltern Speisen zubereitet, sowie der jungen Nachbarin Juliette, die in den schüchternen David verliebt ist und sich um Kontakt zu ihm bemüht. Davids Briefe richten sich an Lise, mit der er einen großen Teil seiner Kindheit sehr glücklich verbracht hat. Obwohl sie inzwischen mit einem anderen Mann verheiratet ist und ein Kind hat, bestürmt er sie mit Kontaktversuchen und lauert ihr auf.
Nach einem weiteren erfolglosen Versuch lässt er sich mit Juliette ein, die den passiven David auf dem Sofa zu verführen versucht, doch bald bricht er den Liebesakt ab und beschimpft sie als Flittchen. David besitzt das Chalet in einem abgelegenen Alpental, in dem er und Lise als Kinder eine Zeitlang wohnten, und richtet es für ein gemeinsames Leben ein, das er für sich und sie erträumt. Er fordert die Auflösung ihrer Ehe mit Gérard, einem Vertreter für Elektrohaushaltsgeräte, den er wegen seines sozialen Status geringschätzt. Als dieser beim Chalet auftaucht, um mit David von Mann zu Mann zu reden, zieht er in der Auseinandersetzung, die nun folgt, trotz des Besitzes eines Revolvers den Kürzeren und muss mit seinem ramponierten Pkw vor David flüchten. In einer Kurve verliert er die Kontrolle über seinen Wagen, stürzt in einen Abgrund und kommt ums Leben. Lise gibt David zu verstehen, dass sie ihn auch jetzt nicht heiraten werde. Davids Nachstellungen werden immer aufdringlicher. Auch Juliette und sein Freund, der Schürzenjäger François, können ihn nicht von seiner Obsession befreien. Beim Versuch, Lises Rolle einzunehmen, kommt Juliette im abbrennenden Chalet ums Leben. Schließlich nimmt David Lise in einem Schwimmbad gefangen, wo er ihren Tod verschuldet. In der Schlusseinstellung dreht sich die Uhr rückwärts und die Bilder vom tödlichen Sturz laufen zurück, bis Lise wieder lebendig ist.

## Genre und Themen
In der ersten Hälfte tragen Handlung und narrative Mittel die Merkmale eines Kriminalfilms. Vieles bleibt unausgesprochen, insbesondere wird das Publikum im Unklaren über die Beweggründe der Protagonisten gelassen, über die Beziehungen, in denen sie zueinander stehen, und darüber, wer wie viel weiß. Durch aufmerksame Beobachtung bedeutsamer Details legt der Film dieses Geflecht nach und nach offen. Etwa zur Mitte sind die Geheimnisse offengelegt, und ab hier weicht Miller deutlich von der Romanvorlage ab. In der zweiten Hälfte ist der Film ein psychologisches Drama. Die Protagonisten versuchen, sich aus der Verstrickung zu kämpfen, in der sie stecken. Für die Abwendung vom Krimi-Genre ist auch bezeichnend, dass der erste Tote, der anfällt, nicht auf einen Mord, sondern auf einen Verkehrsunfall und eine unglückliche Verkettung von Ereignissen zurückgeht.
Die Entwicklung vom Versteckten, Untergründigem zum sehr Deutlichen entspricht dem Thema des Films, dem Wachsen und Kulminieren einer Besessenheit. Miller zeigt die Zerstörungskraft entfesselter Leidenschaft, und wie eine geordnete bürgerliche Welt allmählich ins Krankhafte abgleitet. David Besessenheit ist in sich geschlossen, unzugänglich für alles andere außer sich selbst. Er will die inzwischen vergangene Zeit nicht wahrhaben, auch nicht, dass Lise nicht mehr das Mädchen ist, das er einst kannte. In der Schlussszene laufen die Bilder und drehen sich die Uhrzeiger rückwärts; sie sollen nicht nur Lises Tod ungeschehen machen, sondern sind auch Ausdruck seines tiefen Wunsches, die Zeit bis in die Kindheit zurückzudrehen. In seiner Phantasie werden aus ihrer Gegenwehr Liebkosungen. Sineux sah in David und François zwei Pole der abendländischen, konkreter gefasst der französischen, männlichen Sexualität, die infantil und frauenfeindlich sei: Der blonde, puritanische, asexuelle David liebe eher seine Liebe zu Lise als Lise selbst, ähnlich der Beziehung von Tristan und Isolde, derweil François, der latinische, dunkellockige, braune Typ, sich anstößig und sexuell forsch benimmt.
Miller erklärte, er habe von Anfang an Dépardieu als Idealbesetzung gedacht und er hätte eher auf das Projekt verzichtet, als es mit einem weniger geeigneten Darsteller zu verwirklichen.

## Kritik
Es sei Gérard Depardieus bis dahin beste Rolle, urteilte Positif 1977. Mit seiner Spontaneität sei er schlicht schreckeinflößend, mönströs nicht dadurch, dass er uns fremd wäre, sondern weil er im Gegenteil sehr vertraut daherkomme. Miou-Miou verinnerliche ihre Rolle mit einem wunderbar modulierten Empfindungsvermögen. Die Darsteller wetteiferten um Glaubwürdigkeit in einem absurden, tödlichen Kampf. Regisseur Miller weite mittels der Schauplätze und Landschaften Davids inneren Zustand auf die sichtbare Umgebung aus.
Télérama fand 2008, der unterschätzte Film sei spannend und lyrisch, zeige „von der Liebe nichts als die Verbrennungen“, und Dépardieu spiele „eindrücklich“.
Der film-dienst wertete 1984: „Wenn da nicht Millers sichere Inszenierung, die gute Psychologisierung aller Personen und vor allen Dingen Depardieus Darstellungskunst wären, hätte aus dem Film leicht ein banales Melodram voll überzeichneter, monströser Gefühle werden können.“ Der brillante Dépardieu spiele die Wandlung seiner Figur glaubhaft und nachvollziehbar.